# Lin Chia-hsing
Pour les articles homonymes, voir Lin.
Dans ce nom chinois, le nom de famille, Lin, précède le nom personnel.
Lin Chia-Hsing (né le 13 juillet 1999) est un athlète taïwanais, spécialiste du saut en longueur.
Le 13 mars 2019, il porte son record personnel à 8,14 m en 2019. Il termine 4e en 7,95 m lors des Championnats d’Asie 2018 à Doha, de même qu'aux Championnats d'Asie d'athlétisme 2019.